# Verzorgingsplaats Knorrestein
Verzorgingsplaats Knorrestein is een Nederlandse verzorgingsplaats, gelegen aan de A12 Beek-Den Haag tussen afritten 6 en 5 ten westen van Zoetermeer. Oorspronkelijk lag deze verzorgingsplaats dichter bij Zoetermeer, maar hij is bij een herstructurering van de A12 rond 1990 ongeveer twee kilometer naar het westen verplaatst. 
De naam van deze verzorgingsplaats zou komen van een varkensboerderij met deze naam in de directe omgeving. Tot 1970 was deze boerderij ‘Knorrenstein’ gevestigd op de Voorweg 49 te Zoetermeer, aan de rand van het huidige Meerzicht. De eigenaar was de veehandelaar Gerrit van Stein die ook plaatselijke faam genoot als castreerder van varkens (de ‘biggesnijder’).
Om het verkeer richting Den Haag zo soepel mogelijk te laten doorstromen is er een speciale busbaan gekomen die samen met het verkeer vanaf de verzorgingsplaats zo natuurlijk mogelijk kan invoegen bij het gewone verkeer.

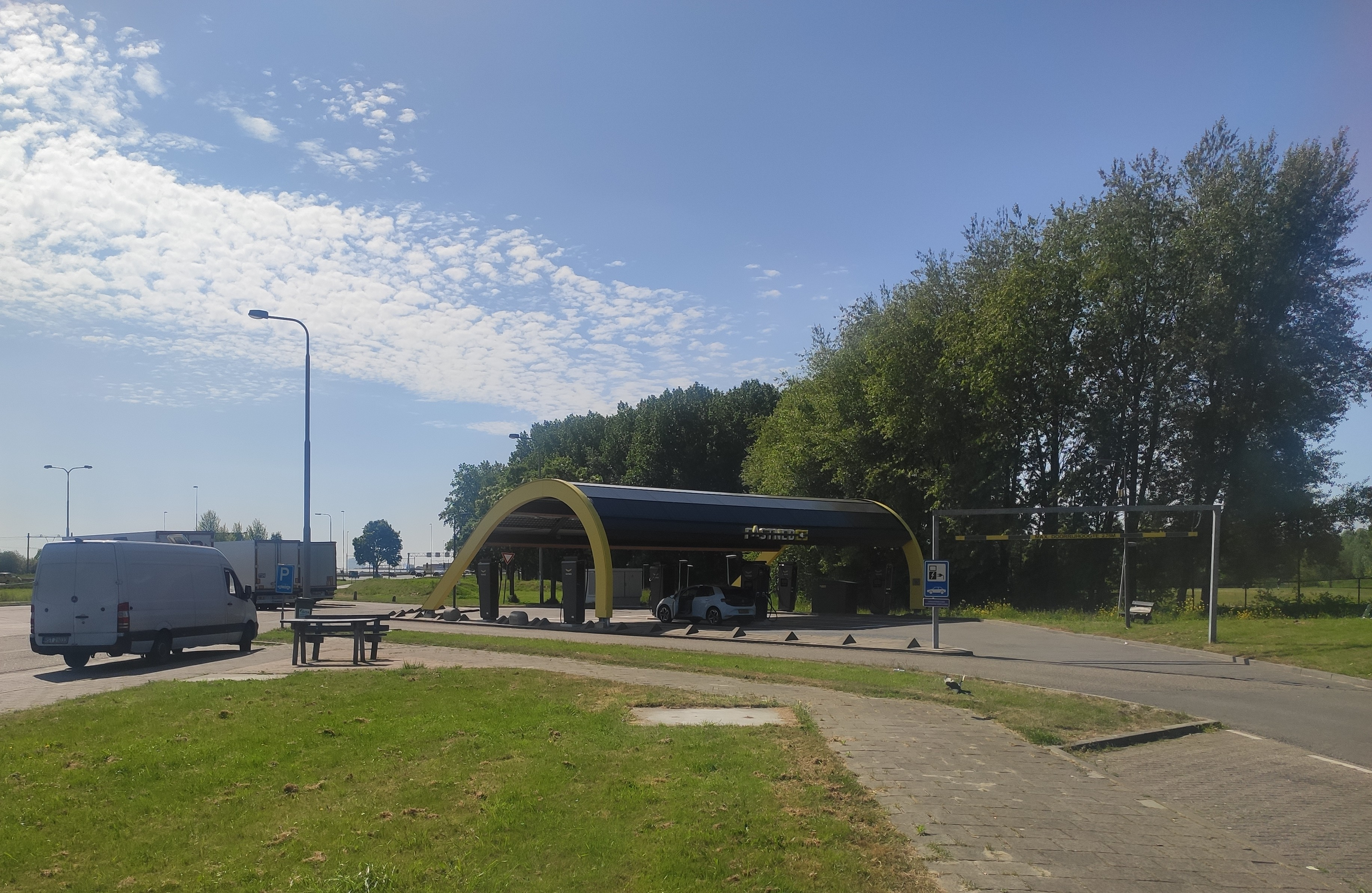
Oplaadstation elektrische voertuigen

Er is ook een oplaadstation voor elektrische voertuigen aanwezig. 
Richting Beek:
De Andel · 
Bijleveld · 
De Forten · 
Bloemheuvel · 
De Buunderkamp · 
Oudbroeken · 
Bergh
Richting Den Haag:
Bergh · 
Aalburgen · 
De Schaars · 
't Ginkelse Zand · 
Oudenhorst · 
Hellevliet · 
Bodegraven · 
Knorrestein